# Antonio Raggi
Antonio Raggi (Vico Morcote, Ticino, 1624 – Roma, 1686) foi um escultor barroco suíço-italiano, aprendiz do artista Gian Lorenzo Bernini.

## Biografia
Nasceu na comuna de Vico Morcote, Suíça, em 1624. Inicialmente, juntou-se ao estúdio de Alessandro Algardi, mas, como seus trabalhos não eram reconhecidos de forma independente, passou a trabalhar para Bernini em 1647, com o qual ficou quase três décadas, tornando-se seu aluno mais prolífico. A relação de Raggi com Bernini era tão próxima que Raggi conseguia expressar em suas obras as pretensões de Bernini tão bem quanto o próprio artista.
Entre seus trabalhos estão a escultura de São Tomás de Vilanova, feita de estuque, no Castel Gandolfo, produzida entre 1660 e 1661, as decorações de estuque da Igreja de Santo André no Quirinal (projetada por Bernini), entre 1662 e 1665, as estátuas de São Bernardino e do Papa Alexandre VII na Catedral de Siena e a Virgem e a Criança, na Igreja de São José dos Carmelistas, em Paris, produzida entre 1650 e 1651. Além dessas obras, também é o autor do Batismo de Cristo (concluído em 1665), feito para o altar projetado por Francesco Borromini para a Basílica de São João dos Florentinos, e da escultura de São Bernardino de Siena juntamente com dois pares de puttos na Igreja de Santa Maria da Paz. Antonio Raggi morreu em Roma, em 1686.